# Юбилейнинское сельское поселение (Пермский край)
Юбилейнинское се́льское поселе́ние — упразднённое муниципальное образование в Гремячинском муниципальном районе Пермского края России.
Административный центр — посёлок Юбилейный.

## История
Образовано в 2004 году. Упразднено в 2018 году путём объединения с остальными поселениями Гремячинского муниципального района в Гремячинский городской округ.

## Население
| 2010  | 2012  | 2013  | 2014  | 2015  | 2016  | 2017  |
| ----- | ----- | ----- | ----- | ----- | ----- | ----- |
| 1346  | ↘1280 | ↘1244 | ↘1199 | ↘1146 | ↘1083 | ↘1056 |
| 2018  |       |       |       |       |       |       |
| ↘1041 |       |       |       |       |       |       |

## Населённые пункты
В состав сельского поселения входили 2 сельских населённых пункта:
| № | Населённый пункт | Тип населённого пункта | Население |
| - | ---------------- | ---------------------- | --------- |
| 1 | Безгодово        | посёлок                | 71        |
| 2 | Юбилейный        | посёлок                | ↗1275     |